# Jonathan Brownlee
Jonathan Callum Brownlee (Dewsbury, 30 april 1990) is een Britse triatleet, die tweemaal deelnam aan de Olympische Spelen. Hij hield aan die Olympische Spelen een zilveren en bronzen medaille over. Bovendien is hij wereldkampioen en Europees jeugdkampioen op de triatlon.

## Carrière[1][2]

### Beginjaren
Jonathan Brownlee begon zijn carrière als de Brits jeugdkampioen op zowel triatlon als duatlon. In 2008 won hij bronzen medailles bij de Wereldkampioenschappen en Europese kampioenschappen voor junioren en debuteerde hij in de Wereldbekerwedstrijd van Kitzbühel met een zeventiende plaats. In 2009 voegde hij een gouden medaille op het Jeugd Olympisch Festival toe aan zijn medaillecollectie op jeugdtoernooien.

### 2010
Jonathan volgde de successen van zijn broer Alistair van dichtbij en kende zijn doorbraak in het triatloncircuit in 2010. In dat jaar transformeerde hij van talentvolle junior naar de wereldkampioen op de sprinttriatlon, die ook een podiumfinish had bij de World Triathlon Series in Londen. Hij wist in dat jaar ook beslag te leggen op het wereldkampioenschap voor atleten onder 23 in Boedapest.

### 2011
Het daaropvolgende jaar wist hij de podiumplaatsen in de World Triathlon Series te continueren. In het weekend, waarin de triatlontop zich in Lausanne begaf, was Jonathan in topvorm en bekroonde dat met twee wereldtitels. Hij prolongeerde zijn wereldtitel op de sprintafstand en won met het Britse team de wereldtitel op de gemengde estafette. De wereldtitel op de triatlon ging er echter aan zijn neus voorbij en hij eindigde als tweede in de WK-stand, achter zijn broer Alistair.

### 2012
In 2012 wist Jonathan de ITU-triple wel te volmaken door wereldtitels op de sprintafstand, gemengde estafette en in het WTS-klassement te behalen. De overwinningen in de WTS-wedstrijden in San Diego, Madrid en Stockholm maakten hem de meest constant presterende triatleet van het jaar.
Tijdens de Olympische wedstrijd in Londen liep Jonathan aan tegen een tijdstraf van 15 seconden na het te vroeg op zijn fiets stappen. Ondanks deze straf wist hij bij de Olympische Spelen in zijn thuisland nog beslag te leggen op het brons, achter broer Alistair en Javier Gómez.

### 2014
Twee jaar later was hij onderdeel van het Engelse team dat het goud won bij de Gemenebestspelen op de gemengde estafette. Hij behaalde op dat toernooi ook individueel succes door 11 seconden na zijn broer de finish te passeren en zo beslag te leggen op het zilver. Later dat jaar wist hij met het Britse team het WK-goud op de gemengde estafette toe te voegen aan zijn medaillecollectie.

### 2015
In 2015 won Jonathan de WTS-wedstrijden in Gold Coast en Auckland.

### 2016
In 2016 wist Jonny zijn succes tijdens de Olympische Spelen te continueren door één plaatsje hoger te eindigen. In de race wisten hij en zijn broer Alistair zich van de rest van het veld af te scheiden tijdens het fietsen. Bij het looponderdeel moest Jonathan zijn broer laten gaan en legde beslag op het zilver.
In dit jaar eindigde Jonathan bij al zijn vijf optredens in de World Triathlon Series die leidden naar de Grande Finale op het podium. Tijdens de Grande Finale van de wedstrijdserie in Cozumel blies hij zichzelf op met honderden meters te gaan. Dit leidde tot een van de meest bekende finishes, waarbij hij door zijn broer naar de finish werd begeleid. Hij finishte daarmee als tweede in de race en ook tweede in het kampioenschap, met slechts vier punten minder dan wereldkampioen Mario Mola.

### 2017
2017 leverde winst tijdens de WTS-wedstrijd in Stockholm op en vijf topvijfplaatsen over het gehele seizoen, resulterend in een zesde plaats in het WK-klassement.

### 2018 - 2019[3]
In 2018 en 2019 wist Jonathan in acht optredens op rij in de World Triathlon Series geen podiumfinish te bewerkstelligen. De ommekeer kwam echter tijdens de WTS-wedstrijd van Edmonton in 2019 waar hij de winst wist te pakken.

## Titels
- Wereldkampioen triatlon op de olympische afstand - 2012
- Wereldkampioen triatlon op de gemengde estafette - 2012, 2014
- Wereldkampioen triatlon op de sprintafstand - 2010, 2011

## Resultaten in World Triathlon Series
Bestaande uit races over de Olympische en sprintafstand, voor 2012 Wereldkampioenschappen Series
| Seizoen                     | 1 | 2  | 3  | 4   | 5   | 6   | 7 | 8 | 9 | GF | Positie | Punten |
| --------------------------- | - | -- | -- | --- | --- | --- | - | - | - | -- | ------- | ------ |
| WK Series 2009              | - | -  | -  | 13  | 26  | -   | - |   |   | -  | 53      | 428    |
| WK Series 2010              | - | -  | 28 | -   | 2   | -   |   |   |   | -  | 38      | 837    |
| WK Series 2011              | 2 | 2  | -  | -   | 3   | 1   |   |   |   | 3  | Zilver  | 3992   |
| World Triathlon Series 2012 | - | -  | 1  | 1   | 2   | -   | 1 | - |   | 2  | Goud    | 4935   |
| World Triathlon Series 2013 | - | -  | 1  | 1   | DNF | 1   | 3 |   |   | 2  | Zilver  | 4195   |
| World Triathlon Series 2014 | 2 | 2  | 5  | 5   | -   | 3   | 1 |   |   | 4  | Brons   | 4501   |
| World Triathlon Series 2015 | 5 | 1  | 1  | -   | -   | 42  | - | - | - | 12 | 11      | 2695   |
| World Triathlon Series 2016 | - | 3  | 2  | -   | 2   | 2   | - | 1 |   | 2  | Zilver  | 4815   |
| World Triathlon Series 2017 | - | -  | 42 | 2   | -   | 4   | 4 | 1 |   | 5  | 6       | 3685   |
| World Triathlon Series 2018 | 7 | -  | -  | DNF | 4   | 5   | - |   |   | 8  | 11      | 2873   |
| World Triathlon Series 2019 | - | 11 | -  | 35  | -   | DNF | 1 |   |   | 8  | 15      | 2254   |

1989: Mark Allen ·
1990: Greg Welch ·
1991: Miles Stewart ·
1992: Simon Lessing ·
1993: Spencer Smith ·
1994: Spencer Smith ·
1995: Spencer Smith ·
1996: Spencer Smith ·
1997: Chris McCormack ·
1998: Spencer Smith ·
1999: Dmitriy Gaag ·
2000: Olivier Marceau ·
2001: Peter Robertson ·
2002: Iván Raña ·
2003: Peter Robertson ·
2004: Bevan Docherty ·
2005: Peter Robertson ·
2006: Tim Don ·
2007: Daniel Unger ·
2008: Javier Gómez ·
2009: Alistair Brownlee ·
2010: Javier Gómez ·
2011: Alistair Brownlee ·
2012: Jonathan Brownlee ·
2013: Javier Gómez ·
2014: Javier Gómez ·
2015: Javier Gómez ·
2016: Mario Mola ·
2017: Mario Mola ·
2018: Mario Mola ·
2019: Vincent Luis ·
2020: Vincent Luis ·
2021: Kristian Blummenfelt
- International Standard Name Identifier: 0000 0004 3657 5324
- Library of Congress Control Number: no2014088513
- Nationale Bibliotheek van Polen: a0000002879639
- Virtual International Authority File: 310520988
- WorldCat: E39PBJtX3Dfr7dGb9Hb3q3Tyh3